# 1345
Năm 1345 (Số La Mã: MCCCXLV) là một lịch Julius năm trong thế kỷ 14, ở giữa một thời kỳ trong lịch sử thế giới thường được gọi Hậu Trung Cổ.
Trong năm nay, trên lục địa châu Á, một số bộ phận cũ của Đế quốc Mông Cổ đã ở trong tình trạng dần dần suy giảm. Các Ilkhanate đã bị phân mảnh thành nhiều vương quốc phải cố gắng để áp đặt các hoàng đế bù nhìn của họ trên vỏ của một nhà nước cũ. Hãn quốc Sát Hợp ở giữa một cuộc nội chiến và một năm rơi vào cuộc nổi loạn. Kim Trướng hãn quốc ở phía bắc bao vây các thuộc địa Genova dọc theo bờ biển của biển Đen, và nhà Nguyên ở Trung Quốc đã được nhìn thấy những mẫm móng đầu tiên của một sự kháng cự sẽ dẫn đến sự sụp đổ của nó. Đông Nam Á vẫn không nằm dưới tay của quân Mông Cổ, với một số vương quốc nhỏ đang đấu tranh cho sự sống còn. Vương triều Xiêm đánh bại Sukhothai trong năm này. Trong quần đảo Indonesia, Đế quốc Majapahit đang ở một thời đại hoàng kim dưới sự lãnh đạo của Gajah Mada, một nhân vật nổi tiếng Indonesia.

châu Á năm 1345